# Arteria submentoniana
La arteria submentoniana es una arteria que se origina como rama colateral cervical de la arteria facial.

## Ramas
- Ramo para el músculo milohioideo.[1]
- Ramo para el vientre anterior del músculo digástrico.[1]

## Distribución
Termina en la región mentoniana y se anastomosa con la arteria dental inferior.